# 奕刺蛾属
奕刺蛾属为刺蛾科的一个属，分布於亞洲東部至南部。

## 物种
- 枣奕刺蛾 Phlossa conjuncta Walker, 1855
- 建宁杉奕刺蛾 Phlossa jianningana Yang & Jiang, 1992